# Eudiscoelius solomon
Eudiscoelius solomon är en stekelart som beskrevs av Giordani Soika 1995. Eudiscoelius solomon ingår i släktet Eudiscoelius och familjen Eumenidae. Inga underarter finns listade i Catalogue of Life.